# Norwegischer Fußballpokal der Männer 1914
Der norwegische Fußballpokal 1914 (kurz auch NM-Cup 1914 genannt) war die 13. Austragung des Fußballpokalwettbewerbs der Männer. Pokalsieger wurde Frigg Oslo FK. Das Team setzte sich im Finale gegen den FK Gjøvik Lyn durch.

## Qualifikation
| Datum      |                  | Ergebnis |               |
| ---------- | ---------------- | -------- | ------------- |
| 05.09.1914 | IK Grane Arendal | 00:17    | SBK Drafn     |
|            | FK Lyn           | 9:0      | Lillestrøm IL |

## 1. Runde
| Datum      |              | Ergebnis |               |
| ---------- | ------------ | -------- | ------------- |
| 12.09.1914 | SBK Drafn    | 3:1      | Larvik TIF    |
| 27.09.1914 | SK Freidig   | 0:7      | Frigg Oslo FK |
|            | FK Kvik      | 0:1      | FK Lyn        |
|            | Stavanger IF | 8:1      | Brann Bergen  |

## Halbfinale
| Datum      |               | Ergebnis |              |
| ---------- | ------------- | -------- | ------------ |
| 04.10.1914 | SBK Drafn     | 0:1      | FK Lyn       |
|            | Frigg Oslo FK | 8:1      | Stavanger IF |

## Finale
| Frigg Oslo FK                                          | Frigg Oslo FK | FK Lyn | FK Lyn |
| ------------------------------------------------------ | --- | --- | ------ |
| Frigg Oslo FK                                          | \| Finale \| \| 11. Oktober 1914 in Kristiania (Gamle-Frogner-Stadion) \| \| Ergebnis: 4:2 (1:2) \| \| Zuschauer: 10.000 \| \| Schiedsrichter: Daniel Eie \| \| Spielbericht \|      | \| Finale \| \| 11. Oktober 1914 in Kristiania (Gamle-Frogner-Stadion) \| \| Ergebnis: 4:2 (1:2) \| \| Zuschauer: 10.000 \| \| Schiedsrichter: Daniel Eie \| \| Spielbericht \| | FK Lyn |
| Frigg Oslo FK                                          | Arne Wendelborg – Yngvar Kopsland, Thorleif Limseth – Thorbjørn Damgaard, Sigurd Rasmussen, Ragnvald Smevik – Einar Hansen, David Andersen, Torkel Trædal, Rolf Nestor, Trygve Smith | Haug – Jørgen Bredesen, Hans Bjørn – Martin Bredesen, Einar Grønnerud, Harald Mohn – Martin Grimsby, Ellef Mohn, Ole Grimsby, Hans Lingjerde, Martin Olsen                      | FK Lyn |
| Frigg Oslo FK                                          | 1:2 Torkel Trædal (36.) 2:2 Torkel Trædal (50.) 3:2 Einar Hansen (51.) 4:2 Sigurd Rasmussen (55.)                                                                                    | 0:1 Einar Grønnerud (10.) 0:2 Ole Grimsby (30.) | FK Lyn |
| Finale                                                 | | |        |
| 11. Oktober 1914 in Kristiania (Gamle-Frogner-Stadion) | | |        |
| Ergebnis: 4:2 (1:2)                                    | | |        |
| Zuschauer: 10.000                                      | | |        |
| Schiedsrichter: Daniel Eie                             | | |        |
| Spielbericht                                           | | |        |